# Izabela Kostruba
Izabela Jolanta Kostruba-Rój (ur. 8 stycznia 1984 w Lublinie) – polska lekkoatletka, sprinterka.

## Kariera
Zawodniczka klubu Agros Zamość. Reprezentantka Polski na Letnie Igrzyska Olimpijskie 2008 w Pekinie w sztafecie 4 x 400 m ostatecznie nie pojawiła się na bieżni. Czwarta w sztafecie 4 x 400 m podczas młodzieżowych ME w 2005. Rekordy życiowe: bieg na 100 m - 11.75, bieg na 200 m - 23.82, bieg na 400 m - 52.91 (wszystkie wyniki uzyskane w 2008). 
Trener: Andrzej Krychowski